# Teoria di Internet morto
La teoria di Internet morto, conosciuta globalmente come Dead Internet Theory, è una teoria del complotto secondo cui l'Internet contemporaneo consisterebbe principalmente in varie attività di bot e contenuti generati automaticamente, rendendo marginale l'attività umana, al fine di manipolare la popolazione.

## Storia
L'origine della teoria risale al 2021 in riferimento a un post intitolato Dead Internet Theory: Most of the Internet Is Fake pubblicato nel forum Agora Road's Macintosh Cafe da un utente chiamato IlluminatiPirate.
Questi afferma che per elaborarla si è basato su post precedenti di vari forum, tra cui il suddetto e Wizardchan. All'inizio del post l'utente lascia un riassunto della teoria:
La teoria è entrata nella cultura generale per merito di un'ampia copertura mediatica e inoltre è stata discussa su canali YouTube molto conosciuti. Ha ottenuto una maggiore attenzione da parte del pubblico con un articolo pubblicato sul The Atlantic intitolato "Maybe You Missed It, but the Internet 'Died' Five Years Ago", che è stato ampiamente citato in ulteriori articoli sull'argomento.

## Teoria
I sostenitori della teoria ritengono che questi bot siano stati creati intenzionalmente per aiutare a modificare gli algoritmi e migliorare i risultati di ricerca allo scopo di manipolare i consumatori. Alcuni di tali sostenitori accusano le agenzie governative di utilizzare i bot per manipolare la percezione del pubblico, per esempio affermando che "Il governo degli Stati Uniti è impegnato in un atto di gaslighting dell'intera popolazione mondiale alimentato dall'intelligenza artificiale". La data indicata per tale "morte" è generalmente intorno al 2016 o 2017.
La teoria ha guadagnato terreno perché molti dei fenomeni osservati sono quantificabili (ad esempio l’aumento del traffico di bot), ma la letteratura non supporta l’intera teoria. Caroline Busta, fondatrice della piattaforma New Models, è stata citata in un articolo su The Atlantic per aver definito gran parte della teoria di Internet morto una "fantasia paranoica", anche se ci sarebbero critiche legittime sul traffico di bot e sull'integrità di Internet. Ha detto tuttavia di trovarsi d'accordo con "l'idea generale". In un articolo su The New Atlantis, Robert Mariani ha definito la teoria un mix tra autentica teoria della cospirazione e creepypasta.

## Evidenze scientifiche
Uno studio di Amazon Web Services AWS condotto nel 2024 evidenzia che dei contenuti su internet tradotti in più di tre lingue, il 57% di essi è probabilmente tradotto automaticamente.
Inoltre le previsioni degli esperti suggeriscono che il trend di contenuti della Generative AI sarà del circa il 90% entro il 2026.